# Peixoto de Azevedo
Peixoto de Azevedo est une municipalité brésilienne située dans l'État du Mato Grosso.